# 大阪鉄道デイ1形電車
大阪鉄道デイ1形電車（おおさかてつどうデイ1がたでんしゃ）とは、近畿日本鉄道南大阪線・長野線・道明寺線の前身である、大阪鉄道（大鉄）が、1923年の電化に際して製造した木造電車である。
日本で初めて高圧直流の1500V電源を用いた電車であり、以後1500V直流電化は国鉄・私鉄に広く普及した。のちに近鉄に引き継がれてからモ5601形と形式変更した。

## 大鉄の経緯
近畿日本鉄道（近鉄）の路線のうち、最も歴史が古いのは現在の道明寺線・南大阪線・長野線の柏原駅－富田林駅間で、1898年に河陽鉄道が開業させたものである。その後同社は河南鉄道に再編され、1902年には長野駅（現・河内長野駅）までの延伸を果たすが、それに先立つ1900年に高野鉄道（現・南海高野線）が道頓堀駅（現・汐見橋駅）－長野駅間の路線を開通させており、大阪との連絡には柏原駅での関西鉄道線（1907年に国有化されて関西本線となる）乗り換えを要した河南鉄道は競争上不利であった。
そこで河南鉄道は大阪への自力乗り入れを計画し、1919年に社名を大阪鉄道へ改める。そして同時に電化を進め、1923年に大阪天王寺駅（翌年、大阪阿部野橋駅と改称）への電化新線での乗り入れを実現し、同時に天王寺－河内長野間での電車運転を開始した。
この際、大鉄は現在に至るまで日本の鉄道の電化で主流になった直流1500V電化方式を日本で初めて採用。これに対応して製造されたのがデイ1形である。

## 概要
1923年に川崎造船所で13両が製造された、全長約15mの木造中型電車である。
集電装置は当初から菱形パンタグラフで、自動連結器も装備しているなど、当時の電車の中では進んだ装備を備えていた。一方、車体のスタイリングは明治末期から関西の私鉄各車で多く用いられてきた前面半円5枚窓の流線型スタイルでシングルルーフ構造、側面は窓枠上部に装飾を施したアーチ型窓を採用した。日本における電車の前面5枚窓スタイルはアメリカの電車に倣ったものであったが、大正末期までにほぼ廃れたスタイルで、大鉄デイは比較的末期の採用であった。
電装品はアメリカのウェスティングハウス・エレクトリック(WH)社製が採用された。これは日本で初めて1500V直流電化に対応した機器であった。
主電動機はWH-556-J6を4基搭載、制御装置はWH社が普及型の簡易な制御器として開発した手動進段のHL単位スイッチ式制御器、ブレーキは簡易なSMEブレーキを装備、台車はアメリカのボールドウィン社製BW84-25Aであった。いずれの機器についても、非常に手堅く実用的な構成に徹していると言える。
デは電車の「デ」、イは最初に製造した電車ということからいろは順の最初の文字をとってつけられたものである。車内の等級を表す記号ではない。

## 運用
大鉄線初の電車として運用を開始したが、のち昭和期に入りデニ500形などの大型電車が開発・増備されると主力車両の座を明け渡す。大鉄は1943年に関西急行鉄道（関急）へ合併され、その際形式番号はモ5601形となった。また火災によって車体焼失した3両は鋼製車体を新造して復旧、これらの形式番号はモ5601形・モ5631形とされた。1944年に関急は再編によって近鉄となる。
戦後の1955年にモ5601形10両に関しては車体を鋼製化、3扉ロングシート車のモ5801形になる。その際、5801～04の前面窓は国鉄80系電車の影響を受けて2枚窓となり、5805・06は800系電車に類似した流線型形状となった。もっとも足回りや台枠のほか、窓枠等も多く流用していたことから、鋼体化されても背の低い窓が連なる側面は鈍重な印象が漂い、外見はあか抜けず、至って不格好であった。なお、5807～10は貫通タイプで登場した。
1959年に南大阪線・吉野線の大阪阿部野橋駅－吉野駅間で観光列車の快速「かもしか」号が運転を開始すると、モ5805・06が充当されて運用に入るが、同列車が有料化された1960年には、伊勢電気鉄道（伊勢電）引き継ぎ車両を改造したモ5820形に置き換えられた。
その後、1969年に5801～04の正面が貫通化され、全車でMMユニット化されたため、奇数車はパンタグラフを非運転台側に移設、偶数車はパンタグラフを撤去された。南大阪線の輸送量増加による車体の大型化に伴って同線の運用を離脱し、1970年からは車両体質改善を目的に養老線に運用の場を移したが、老朽化の進行に伴い、戦後製の20m車多数が養老線に転入したことから、1979年までに全車が廃車された。